# Riget (avis)
 For alternative betydninger, se Riget (flertydig). (Se også artikler, som begynder med Riget)
Riget var en dansk avis, der udkom fra november 1910 til december 1913. Avisen lagde særligt vægt på udenrigs- og kulturstof og havde hele to korrespondenter udsendt under 1. Balkankrig. Avisen udkom i sin storhedstid – 1. kvartal 1911 – i et oplag på 20.000.
Bladets første chefredaktør var Franz von Jessen, der også var økonomisk involveret i projektet. Holdningen var national og forsvarsvenlig, men i modsætning til den del af udgiverkredsen, der ville knytte bladet til partiet Venstre, stod Jessen fast på, at avisen skulle være politisk uafhængig. Avisens første dage var turbulente, og allerede efter 38 dage beordrede Jessen forfatterne L.C. Nielsen, Johannes V. Jensen og udenrigsredaktør Ludvig Holstein til at forlade avisen. Sagen blev omtalt flittigt i andre aviser og skadede Rigets rygte. Jessen forblev på redaktørposten til august 1912 og blev afløst af Hans Boesgaard.
Blandt avisens journalister var Fritz Magnussen, der startede som kunstanmelder og senere blev krigskorrespondent på Balkan. Han gjorde som den første opmærksom på serbernes massakrer i Kosovo og Makedonien. Efter sin afgang som redaktør fungerede von Jessen som bladets anden korrespondent under krigen. Hjemvendt fra krigen købte Magnussen avisen sammen med I.P. Jørgensen, men de tos forsøg på at videreføre avisen mislykkedes, og i december 1913 blev den solgt til Hovedstaden for 2.000 kr. På daværende tidspunktet var oplaget nede på 2.500 eksemplarer.